# Pelecyphora strobiliformis
Pelecyphora strobiliformis ist eine Pflanzenart in der Gattung Pelecyphora aus der Familie der Kakteengewächse (Cactaceae). Das Artepitheton strobiliformis bedeutet ‚eigentlich in der Gestalt der Zirbelnuss (strobilus) bot. zapfenartig‘

## Beschreibung
Pelecyphora strobiliformis wächst mit kugelförmigen oder niedergedrückt kugelförmigen Körpern die Durchmesser von 4 bis 6 Zentimeter aufweisen. Ihre an der Oberfläche anliegenden Warzen überlappen sich gegenseitig. Sie sind leicht gekielt, der Umriss dreieckig. Die Warzen sind 8 bis 12 Millimeter lang und an ihrer Basis 7 bis 12 Millimeter breit. Die 7 bis 12 biegsamen, weißlichen, nicht ausdauernden Dornen sind an der Warzenspitze etwas kammförmig angeordnet und 5 Millimeter lang.
Die magentafarbenen Blüten erreichen Durchmesser von 1,5 bis 3 Zentimetern. Die kleinen Früchte sind in der Scheitelwolle verborgen. Bei Reife vertrocknen sie und zerfallen schließlich im Laufe der Zeit.

## Systematik, Verbreitung und  Gefährdung
Pelecyphora strobiliformis ist in den mexikanischen Bundesstaaten Nuevo León, Tamaulipas und San Luis Potosí in der Chihuahua-Wüste in Höhenlagen unterhalb von 1600 Metern verbreitet.
Die Erstbeschreibung als Ariocarpus strobiliformis erfolgte 1927 durch Erich Werdermann. Alwin Berger beschrieb 1929 für diese Art die monotypische Gattung Encephalocarpus. Alberto Vojtěch Frič und Ernst Schelle stellten sie 1935 in die Gattung Pelecyphora.
Pelecyphora strobiliformis wird in Anhang I des Washingtoner Artenschutz-Übereinkommen geführt. In der Roten Liste gefährdeter Arten der IUCN wird sie als „Least Concern (LC)“, d. h. als in der Natur nicht gefährdet, eingestuft. Am Fundort der Typusart, einem Hügel bei Miquihuana im Bundesstaat Tamaulipas, ist die Art durch extensives Sammeln nahezu ausgerottet.

## Nachweise